# 2. март
2. март (02.03) је 61. дан у години по грегоријанском календару (62. у преступној години). До краја године има још 304 дана.

## Догађаји
- 537 — Острогоска војска краља Витигеса је почела опсаду Рима
- 986 — Луј V је постао краљ Франака.
- 1458 — Јиржи Подјебрадски је изабран за краља Бохемије.
- 1807 — Амерички Конгрес је усвојио закон о забрани увоза робова, којим је ван закона стављен увоз нових робова у САД.
- 1836 — Република Тексас је прогласила независност од Мексика.
- 1844 — Указом кнеза Александра Карађорђевића основана је Војномедицинска академија у Београду.
- 1855 — Александар II је постао цар Русије.
- 1867 — Амерички Конгрес је усвојио први закон о реконструкцији.
- 1901 — Амерички Конгрес је усвојио Платов амандман којим је ограничена аутономија Кубе, што је био услов за повлачење америчких војника.
- 1917 — Током Фебруарске револуције у Русији, цар Николај II абдицирао је и формирана је привремена влада Георгија Лавова.
- 1919 — У Москви одржан оснивачки конгрес Комунистичке интернационале (Коминтерна), којем су присуствовала 52 делегата из 30 земаља. Коминтерна је одиграла значајну улогу у одбрани Совјетског Савеза, прве социјалистичке земље, а многим партијама и покретима пружила је идеолошку, политичку и материјалну помоћ, да би се у Стаљиново време претворила у централистичку организацију чије су чланице биле обавезне да следе Стаљинову линију.
- 1921 — Проглашена је Лабинска република током побуне истарских рудара против надолазеће италијанске фашистичке политике.
- 1941 — Прве немачке јединице су ушле у Бугарску пошто се она придружила Тројном пакту.
- 1943 — Аустралијско и америчко ваздухопловство су напали и уништили велики конвој Јапанске морнарице у Бизмарковом мору.
- 1949 — Америчка посада на челу са капетаном Џејмсом Галахером је слетела у базу Форт Ворт, окончавши први лет око Земље без спуштања авионом B-50.
- 1955 — Краљ Камбоџе Нородом Сиханук је абдицирао у корист свог оца Нородома Сурамарита.
- 1956 — Француска признала независност Марока.
- 1962 — У Бурми извршен војни удар под вођством Не Вина. Војни режим окончан је на исти дан 1974, када је ступио на снагу нови устав, а Бурма проглашена социјалистичком републиком с председником Не Вином.
- 1965 — Америчко и Јужновијетнамско ваздухопловство су започели операцију Котрљајући гром, трогодишњу кампању бомбардовања Северног Вијетнама.
- 1969 — Совјетски и кинески војници су се сукобили код карауле на реци Усури.
- 1969 — У Тулузу је извршен први пробни лет путничког надзвучног авиона Конкорд.
- 1970 — Родезија је формално прекинула везе са британском круном и прогласила се републиком.
- 1988 — Председник Савеза комуниста Србије Слободан Милошевић, обраћајући се окупљеним Србима са Косова испред зграде Скупштине СФР Југославије, најавио је хапшење албанских лидера на Косову.
- 1991 — Први упад хрватских специјалаца у Пакрац.
- 1994 — У Вашингтону су председник бошњачке владе Харис Силајџић, представник босанских Хрвата Крешимир Зубак и министар иностраних послова Хрватске Мате Гранић потписали прелиминарни споразум о спајању хрватских и муслиманских територија у Босни у федерацију седам етничких кантона.
- 1996 — Тешким изборним поразом Лабуристичке партије аустралијског премијера Пола Китинга, окончана је тринаестогодишња владавина лабуриста у Аустралији.
- 1998 — Филм "Титаник" постао је први филм у свету који је остварио приход од милијарду долара.
- 1999 — Руандски побуњеници из племена Хуту убили осам од 17 страних туриста које су отели претходног дана. Отмичари су касније убијени.
- 2000 — Британске власти дозволиле су бившем чилеанском диктатору Аугусту Пиночеу да напусти Лондон и оде у Чиле, одбивши захтев Шпаније за његову екстрадицију. Наредног дана Пиноче је стигао у Чиле.
- 2002 — Девет израелских цивила убијено је у Јерусалиму у самоубилачком бомбашком нападу арапских екстремиста.
- 2003 — Француски председник Жак Ширак допутовао је у званичну посету Алжиру. То је прва посета на највишем нивоу од када је Алжир стекао независност од Француске 1962. године, после осмогодишњег бруталног рата.
- 2006 — Нова Влада Републике Српске са Милорадом Додиком на челу преузела дужност.
- 2014 — Најмање 29 особа је убијено, а 130 рањено у нападу ножевима на железничкој станици у кинеском граду Кунмингу.

## Рођења
- 1793 — Сем Хјустон, амерички политичар и војник. (прем. 1863)[1]
- 1824 — Беджих Сметана, чешки композитор и диригент. (прем. 1884)[2]
- 1919 — Џенифер Џоунс, америчка глумица. (прем. 2009)[3]
- 1927 — Тихомир Огњанов, српски фудбалер и фудбалски тренер. (прем. 2006)[4]
- 1931 — Михаил Горбачов, руски и совјетски политичар, политички вођа Совјетског Савеза (1985—1991). (прем. 2022)[5]
- 1942 — Лу Рид, амерички музичар. (прем. 2013)[6]
- 1943 — Џексон Кери Френк, амерички музичар. (прем. 1999)[7]
- 1945 — Гордон Томсон, канадски глумац.[8]
- 1946 — Феликс Унгер, аустријски кардиохирург, академик и инострани члан Одељења медицинских наука Српске академије наука и уметности.[9]
- 1947 — Нада Павловић, српска џез певачица.
- 1949 — Гејтс Макфаден, америчка глумица и кореографкиња.[10]
- 1955 — Александар Лома, српски класични филолог, индоевропеиста, етимолог, ономастичар, универзитетски професор и академик.[11]
- 1962 — Џон Бон Џови, амерички музичар, музички продуцент и глумац.[12]
- 1968 — Данијел Крејг, енглески глумац.[13]
- 1972 — Рене Биторајац, хрватски глумац.[14]
- 1972 — Маурисио Покетино, аргентински фудбалер и фудбалски тренер.[15]
- 1973 — Дејан Бодирога, српски кошаркаш.[16]
- 1977 — Крис Мартин, енглески музичар, најпознатији као фронтмен групе Coldplay.[17]
- 1979 — Дејмијен Даф, ирски фудбалер.[18]
- 1981 — Брајс Далас Хауард, америчка глумица, сценаристкиња и редитељка.[19]
- 1982 — Кевин Курањи, немачко-бразилски фудбалер.[20]
- 1983 — Рејчел Рокс, америчка порнографска глумица.[21]
- 1988 — Џејмс Артур, енглески музичар.[22]
- 1989 — Тоби Алдервајрелд, белгијски фудбалер.[23]
- 1989 — Марсел Хиршер, аустријски алпски скијаш.[24]
- 1990 — Лук Коумс, амерички музичар.
- 1993 — Немања Крстић, српски кошаркаш.[25]
- 1993 — Богдан Радивојевић, српски рукометаш.[26]
- 1994 — Урош Ђурђевић, српски фудбалер.[27]
- 1994 — Лазар Марковић, српски фудбалер.[28]
- 1997 — Беки Џи, америчка певачица, глумица и модел.[29]

## Смрти
- 855 — Лотар I, краљ Италије и цар Светог римског царства (рођ. 795)[30]
- 1835 — Франц I, први аустријски цар (рођ. 1768)[31]
- 1855 — Николај I Павлович, руски цар (рођ. 1796)[32]
- 1895 — Берта Моризо, француска сликарка. (рођ. 1841)[33]
- 1897 — Сава Бјелановић, српски политичар, вођа Срба у Далмацији и народни посланик у покрајинском Далматинском Сабору. (рођ. 1850)[34]
- 1921 — Никола I Петровић Његош, црногорски краљ, војсковођа и писац српског порекла (рођ. 1840)[35]
- 1923 — Сара Бернар, француска глумица. (рођ. 1844)[36]
- 1939 — Хауард Картер, британски археолог. (рођ. 1874)[37]
- 1988 — Хенрик Шеринг, мексички виолиниста, амбасадор добре воље УНЕСЦО -а. (рођ. 1918)
- 2005 — Цадик Данон, врховни Рабин Југославије (рођ. 1918)
- 2012 — Новица Симић, генерал-пуковник Војске Републике Српске у пензији (рођ. 1948)[38]

## Празници и дани сећања
- Српска православна црква прославља:
  - Светог великомученика Теодора Тирона
  - Преподобног Теодосија Бугарина и Романа ученика Теодосијевог
  - Свету Маријамну